# Affaire Chandler
 (avril 2020).
L'affaire Chandler a débuté le 17 août 1993 et s'est terminé le 22 septembre 1994. Elle concernait Michael Jackson accusé d'abus sexuel sur mineur et fut conduite par le FBI.

## Faits
Cette affaire concernait Michael Jackson, disant que « le Roi de la pop » (en plein Dangerous World Tour) aurait abusé d'un enfant appelé Jordan Chandler. C'était la première accusation publique d'abus sexuels sur mineur, avant l'affaire Arvizo (2003-2005) et les accusations de James Safechuck et Wade Robson (2011-2019 avec le documentaire Leaving Neverland).

## Rencontre avec Jordan
En mai 1992, la voiture de Michael Jackson tombe en panne dans un quartier de Los Angeles. Michael et son garde du corps se rendent à pied chez le garagiste le plus proche pour un dépannage, il rencontre David Schwartz. Ce dernier n'en revient pas d'être devant la star Michael Jackson, il prévient sa femme accompagnée de ses deux enfants d'un précédent mariage. L'un des deux enfants (Jordan Chandler, qui à l'époque avait 12 ans) dira qu'il est un grand fan de ce dernier, et que lors de l'accident de la pub Pepsi en 1984, il lui a envoyé un dessin. En une seule rencontre, Jordan et Michael deviennent amis et restent en contact téléphonique des mois durant. Michael Jackson, probablement atteint du syndrome de Peter Pan, est régulièrement entouré d'enfants au ranch de Neverland, souhaitant recréer une enfance qu'il n'a jamais connue, étant chanteur depuis l'âge de 6 ans. Cette habitude n'étant pas troublante pour la famille Chandler, ce sera en février 1993 qu'il commencera à inviter le jeune Jordan et le reste de sa famille au ranch pour un week-end. Les mois passent et Jordan, sa demi-sœur et sa mère June Schwartz-Chandler accompagnent la star dans de très nombreux déplacements à travers le monde durant ses concerts, dont notamment à Monaco aux World Music Awards en mai 1993 ou auparavant à Las Vegas pour les Soul Train Music Awards et seront invités à chaque fois dans des suites du chanteur.

## Bouleversement
Avec un petit succès à Hollywood, Evan Chandler, le père biologique de Jordan et dentiste, était au courant de la relation que son ex-femme et son fils ont avec Michael Jackson. En apprenant que Sony et Michael Jackson avaient conclu une entente de beaucoup de millions de dollars, il aurait demandé au « roi de la pop » de financer des scénarios de films qu'il aurait écrit mais il aurait refusé la demande. Evan Chandler a co-écrit la comédie parodique Sacré Robin des Bois, réalisée par Mel Brooks en 1993.
En 1993, Evan Chandler fait venir son fils. Evan ne voyait son fils qu’occasionnellement, étant divorcé de sa mère, June, et exerçant une autorité parentale partagée. Evan reprochait également à Michael (qui avait noué une relation amicale avec la famille Chandler par hasard) de passer de plus en plus de temps avec son fils à son détriment. Dans son cabinet dentaire, en prétextant un soin médical, Evan administre en réalité de l’amobarbital, un puissant sédatif controversé, parfois utilisé comme sérum de vérité et normalement prescrit dans les hôpitaux. Il affirme que c'est ainsi que Jordan Chandler lui aurait révélé les abus sexuels qu'il aurait subis de la part de Michael Jackson. Après avoir demandé, sans succès, plusieurs millions de dollars au chanteur en échange de ne pas le poursuivre en justice[réf. nécessaire], le clan Chandler l'attaque officiellement en justice à partir du 17 août 1993. 
C'est le 4 août 1993 que Evan rencontre Michael avec l'accompagnement de son fils, qui est épaulé par Anthony Pellicano (le détective privé des stars). Produisant une lettre écrite par un psychologue (Mathis Abrams), sur la lettre le médecin évoque « des doutes raisonnables d'abus sexuels » sur l'ado qui l'avait consulté. Ensuite Evan exigera un accord financier conséquent en échange de son silence sur les abus, ou bien il ira au tribunal et les effets seraient dévastateurs pour le chanteur et sa réputation. Et encore une fois, Jackson refuse l'offre. Puis ce sera le 17 août 1993 que Michael Jackson sera accusé d'abus sexuels sur mineur, en l'occurrence de Jordan. Le père biologique de l'enfant portera plainte au civil le 14 septembre 1993. D'après la plainte, Jackson aurait pratiqué une fellation avec Jordan avant de le masturber. Une enquête judiciaire s'ouvra, des fouilles s'organisaient à Neverland. Alors qu'enfants, amis et membres de la famille Jackson démentaient que Michael soit pédophile. Après des semaines d'enquêtes durant lesquelles les avocats de l'accusé font peser le doute sur la crédibilité de Jordan (qui aurait été manipulé par Evan). Ils prétendaient aussi que les accusations étaient une tentative d'extorsion de fonds, et June (la mère de Jordan) témoigne en disant qu'elle n'a rien à reprocher au comportement de la star. Et même si Michael nie absolument tout comportement déplacé avec Jordan, les accusations seront plus dévastatrices sur lui car ce dernier est alors en pleine tournée du Dangerous World Tour. Étant stressé par l'épreuve alors qu'il est sous anti-douleurs puissants, la santé de Jackson se détériore au point d'annuler plusieurs spectacles à la fin de sa tournée pour une cure de désintoxication pendant plusieurs semaines. En novembre il sera forcé de stopper sa tournée, d'autant que sa réputation se dégrade encore après la déclaration de sa sœur Latoya sur MTV : « Je dois vous dire que c'est très difficile pour moi, que Michael est mon frère, je l'aime beaucoup, mais je ne peux pas être et je ne serai plus une collaboratrice silencieuse de ses crimes contre de jeunes enfants innocents. Et si je garde le silence, ça signifie que j'entretiens sa culpabilité et l'humiliation que ces enfants ressentent, et je pense que c'est mal  ».

## Fouilles, séance humiliante et vidéo
Le 20 décembre 1993, Michael Jackson est perquisitionné à son domicile. On lui enlèvera ses vêtements et ses parties génitales seront photographiées, lors de la déclaration judiciaire que Jordan a témoigné ce que Michael lui aurait fait, il avait déclaré que Michael Jackson était circoncis. Ce qui était probablement inexact pour certains journalistes et tabloïds, mais cette photo a été mise sous scellée judiciaire et n'a jamais été divulguée, ni à la famille, ni aux parties civiles, par conséquent nous ne pouvons faire que des suppositions, lors du second procès en 2003, cette photo a été soulevée et le juge a refusé une nouvelle fois de la dévoiler. À la suite de cette séance photo humiliante, l'entourage de la star arrive à le convaincre de l'intérêt de se défendre en dehors des tribunaux. Deux jours plus tard, le chanteur apparaît dans une vidéo de 4 minutes et 18 secondes. Dans celle-ci, réalisée à Neverland et diffusée dans le monde entier, on le voit avec une chemise rouge avec un air livide. Il y parle de ce qu'il a vécu depuis l'enquête. D'ailleurs cette vidéo ne manque pas d'être taclé par l'avocat d'Evan Chandler.

## Fin de l'enquête et suites
Le 25 janvier 1994, la famille Chandler et le clan Jackson signent un accord de 22 millions de dollars pour faire retirer la plainte au civil, et dont cinq reviendront aux avocats de la famille Chandler. Cette transaction a mis fin à la plainte d'Evan, puis c'est le 22 septembre 1994 que l'enquête est close pour manque de preuves, de témoignages, d'autant que Jordan n'a pas témoigné.
Quelque temps après cette affaire, Jordan Chandler coupe tout contact avec son père. Il change d'identité après l'affaire très médiatisée avec Michael Jackson, pour se protéger de l'attention médiatique et du public. Jordan Chandler aurait commencé une nouvelle vie à New York (certaines rumeurs disent qu'il vivrait en Europe) après le règlement de cette affaire en 1994. Il cherche alors à vivre une vie normale en évitant d'être reconnu ou harcelé en raison de son passé et des controverses liées à l'affaire. Jordan a disparu de la vie publique et n'a pas parlé publiquement depuis cette affaire. Il est également mentionné que Jordan a été émancipé légalement par ses deux parents, ce qui pourrait indiquer un désir de couper les liens avec son passé,. 
Les producteurs du biopic du film Michael, en production en 2024, ont rencontré des difficultés en raison de l'accord de confidentialité signé avec la famille Chandler en 1994, qui interdit de dramatiser l'affaire ou d'inclure des détails sur Jordan Chandler, ou même de parler de Jordan sans son accord. Ils ne réussissent pas à le contacter, sa mère ne lui ayant pas parlé depuis 11 ans d'après les médias.
Entre 1994 et 1997, Evan Chandler est accusé de faute professionnelle et d'avoir agressé sexuellement une patiente à plusieurs reprises en utilisant une sédation de manière disproportionnée. La plainte est classée sans suite en juin 1997. Evan Chandler a néanmoins été sanctionné à plusieurs reprises par le conseil dentaire de Californie pour non respect des protocoles de soins[réf. nécessaire]. 
En 2005, Evan Chandler est poursuivi en justice pour avoir agressé son fils avec un haltère et une masse,. Celui-ci obtiendra une ordonnance restrictive contre son père.

## Après la mort de Michael Jackson
Après la mort de Michael Jackson en juin 2009, une rumeur circule selon laquelle Jordan aurait indiqué avoir menti sur ces accusations de 1993, depuis le site Trashselector,. Le 5 novembre 2009, le père de celui-ci, Evan Chandler se suicide d'une balle dans la tête à son domicile (au New Jersey) alors qu'il est en phase terminale d'un cancer.